# Nachal Oranit
Nachal Oranit (hebrejsky: נחל אורנית) je vádí v severním Izraeli, v pohoří Karmel.
Začíná v nadmořské výšce přes 200 metrů nad mořem, na výšině jihovýchodně od města Tirat Karmel. Odtud vádí směřuje k severozápadu zalesněnou krajinou a míjí jeskyni Ma'arat Oranit (מערת אורנית), ve které byly objeveny stopy starého osídlení. Pak se vádí prudce zařezává do terénu a mohutným kaňonem sestupuje k městu Tirat Karmel, na jehož východním okraji zleva ústí do vádí Nachal Galim, jež jeho vody odvádí do Středozemního moře.
Okolí vádí je turisticky využíváno. V prosinci 2010 byla oblast při horním toku Nachal Oranit postižena lesním požárem, který zničil velkou část zdejších lesů.